# Noblesse du bois
Pour plus de détails, voir Fiche technique et Distribution.
Noblesse du bois (Adel van het hout) est un film de Charles Dekeukeleire tourné en 1954 en noir et blanc.

## Synopsis
Ce film montre l’évolution de la sculpture sur bois depuis le Moyen Âge jusqu’à la Renaissance.
Au Moyen Âge, soit au XIe siècle, l’homme se servait de l’arbre même, de sa force et de sa forme, le taillant à coup de hache et de serpe. Les sujets, presque toujours religieux, ont des pauses hiératiques, droites, taillées à même le tronc et conçues pour être vue de face.
Petit à petit la technique s’améliore, acquiert des arrondis, s’anime. Nous entrons dans la période gothique. Tout en restant religieuse, les sculptures s’enrichissent de personnages populaires aux visages marqués, expressifs.
C’est l’art du sculpteur de passer de l’arbre au visage, sans rien perdre de l’âme du bois et d’user de sa grâce pour exprimer la jeunesse, et de sa force pour créer des ensembles.

## Fiche technique
- Titre : Noblesse du bois
- Titre original : Adel van het hout
- Réalisation : Charles Dekeukeleire
- Pays de production :  Belgique
- Genre : Documentaire
- Durée :
- Dates de sortie : 
  - Belgique : 1954

## Distinctions
Le film reçoit la récompense du meilleur film en noir et blanc en partage avec l’opérateur José Dutillieu au Festival du film d'Anvers.